# Haus Hocherbach
Haus Hocherbach oder Gut Hocherbach liegt südlich der Kreisstadt Düren, im Naturschutzgebiet Wollebachsystem, zwischen den Orten Horm, Straß und Gey, in der Gemeinde Hürtgenwald im Kreis Düren in Nordrhein-Westfalen.

## Burg
Die von einem Burggraben umgebene Motte bei Horm ist eine abgegangene Turmhügelburg (Motte) an der Industriestraße zwischen Horm und Gey. Der Teich um die Motte, wird vom Wollebach gespeist, der hinter der Motte Binnesburg in den Beybach fließt. Wie aus der Vogelperspektive erkennbar, war der hölzerne Wehrturm so ausgerichtet, dass jede Ecke des Turms in eine der vier Himmelsrichtungen zeigte. Die gleiche Ausrichtung zeigt sich auch an der Motte Binnesburg bei Horm und am Haus Gronau bei Straß.

## Geschichte
Die Entstehung solcher Turmhügelburgen ist auf die Wikingerüberfälle gegen Ende des 9. Jahrhunderts im Rheinland zurückzuführen. Mittels ihrer flachen Schiffe, konnten die Wikinger damals über die Flüsse weit ins Landesinnere vordringen. Insbesondere Städte und Dörfer an Flüssen, aber auch abgelegene Klöster, waren von den unerwartet auftretenden Überfällen gefährdet. Der Wehrturm, der ihn umgebende Wehrgraben und die ihn umzäunende Palisade diente Mensch und Vieh als Fluchtburg vor weiteren Wikingerüberfällen. Erstmals erwähnt wurde Hocherbach durch einen Heinrich von Hocherbach in der zweiten Hälfte des 14. Jahrhunderts. Heute befindet sich dort das Gut Hocherbach.

## Familie
Die Familie von Hocherbach (Hochenbach, Hochelbach, Haicherbach) gehörte zum niederrheinischen Landadel im Herzogtum Jülich.
- 10. Oktober 1386: Die Richter und Schöffen van Lenderstorp bitten in Ermangelung eines eigenen Siegels den Heynrich van Hocherbach, „unsen amptman in der tzijt“, um Besiegelung einer Urkunde.[3] Heinrich von Hocherbach war Richter in Düren.
- 6. Dezember 1464: In einer Einigung der Ritterschaft zum Erhalt des Jülicher Landrechts, v. 6. Dezember 1464, ist neben vielen anderen Rittern, ein Heinrich von Hocherbach (Hinrich van Hoegerbach), Hermann von Gey (Herm. van Geyen), auch ein Johann von Gronau (Joh. van Groenaue) aufgeführt.[4]
- 17. März 1475: Heinrich von Hocherbach und Dylie van Lynne, seine Frau, verkaufen dem Johann von Meroide zu Petersheim, dem Wilhelm von Hamel zu Eldern und dem Wilhelm von Meroide zu Snyller 37 Mark Jülicher Pagaments jährlicher Erbrente.[5]
- 1475 besitzt Heinrich von Hocherbach das Haus Hocherbach und Endenpoel zu Gey, seine Schwester Metzgin von Hocherbach war seit 1456 mit[6] Johann von Hersel  verheiratet.[7]

Johann Jobst von Wachendorf zu Hocherbach, war verheiratete mit Elisabeth von Hersel, Tochter des Johann Hersel zu Vochen (Vochem), der seit 1482 mit Maria von und zu Herresdorf verheiratet war.
Jost van Waichendorf (Wachendorf) war um 1500 verheiratet mit Lucia van Hersel. Jahrgedächtnis dieser Eheleute am 18. Januar im Kloster Wenau; vgl. diese Zeitschrift IV, S. 262; sie wohnten auf Haus Hocherbach, welches an die Hersel durch eine Tochter der Familie von Hocherbach gekommen war. Diese Familie von Wachendorf führte als Wappen zwei mit den Bärten auswärts gestellte, senkrechte rote Schlüssel in gelbem Feld.
- 2. April 1527: Die Eheleute Godart von Hochelbach und seine Ehefrau Katharina von Kinzweiler verkaufen der Witwe Fychen Vuystgens (Josefine Fausten) zu Düren 15 Malter Roggen Erbrente von dem Kapellenhofe zu Lutzem (Lüxheim).[10]
- 24. April 1527: In einem Transsumpt geht es um Friedrich von Steprath in seinem Streit mit den Eheleuten Godart von Hocherbach zu Lüxheim und Katharina von Kintzweiler (Kinzweiler).[11]
- 1. Juni 1547: Ein Wilhelm Hocherbach wird als Zeuge für das Wilhelmiter Kloster im Paradiese in Düren genannt.[12]
- 1549 erhält Goedert von Hocherbach nach einem Gerichtsbeschluss von seinem Schwager, Michael von Kintzweiler, Herr zu Müddersheim, 150 Joachims Thaler.[13]
- 23. April 1571: Bei einer Streitschlichtung in Lüxheim werden als Geschworenen, u. a. ein Junker Gothard Hocherbach und ein Eller van Lüxheim, genannt.[14]

In einem Weisthumb (Weistum) der Prümmer Hofmänner zu Lüxheim von 1571, wird ein Juncker Godderts van Hoicherbach, ein Conradt van Stepradt und ein Heinrich van Eller (Ellen) genannt.
- 1671 wird ein Junker Reinard van Spee zu Endenpohl (Entenpfuhl) genannt.[16]

Bei der Erbteilung im Jahr 1687 erhielt Johann Spede (Spee) Haus Hocherbach und Reinhard Spede Endenpoel.

## Wappen

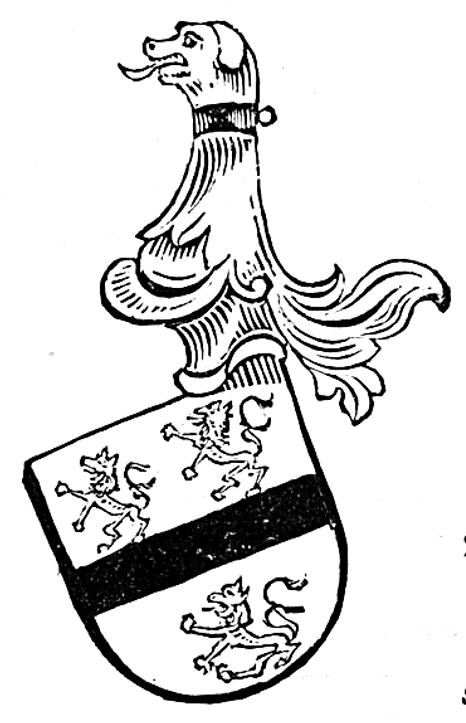
Wappen derer von Hocherbach

Die Familie Hocherbach gehörte zum Adel im Herzogtum Jülich. Das Wappen der Familie ist ein silberner Schild mit waagerechtem, schwarzem Balken in der Mitte, oben zwei und unten ein nach links gewandter stehender roter Löwe. Und auf dem Helm ein weißer Hundekopf mit schwarzem Halsband und goldenem Leitring, die Helmdecke rot und silber. Das Wappen ist bis auf die Farbe des Schildes fast identisch mit dem der in der Nähe ansässigen Familie des Winemar Frambach von Birgel von Burg Birgel.

## Gut Hocherbach
Das Gut Hocherbach ist heute ein Vierseithof in Horm an der Pfarrer-Pleus-Straße 2, Ecke Industriestraße. Auf einer Preußischen Karte von 1891–1912 findet sich südlich von Gut Hocherbach der Eintrag Kl. Hocherbach (Klein Hocherbach). Schon unter der von Jean Joseph Tranchot durchgeführten Topographischen Aufnahme der Rheinlande, zwischen 1801 und 1828, befanden sich dort zwei Gebäude. Heute befindet sich dort, an der Leonhard-Zimmer-Straße, eine kleine Häusergruppe.